# Dewy's Adventure 水精デューイの大冒険!!
『Dewy's Adventure 水精デューイの大冒険!!』（デューイズ アドベンチャー すいせいデューイのだいぼうけん）は、2007年7月26日にコナミデジタルエンタテインメントが発売したWii専用ゲームソフト。アメリカでは同年9月18日、ヨーロッパでは同年11月23日に発売。

## キャラクター
- デューイ（主人公、水デューイ（通常体））
  - こおりのデューイ
  - くものデューイ
- オー
  - ウキウキそうげんのオー
  - ヒエヒエアイランドのオー
  - グツグツかざんのオー
  - ガタゴトジャングルのオー
  - ハラハラいせきのオー
  - ヌーヌーどうくつのオー
- ドロンコ
  - ドロンコリーダー
  - スノードロンコ
  - アカぼうしドロンコ
  - アッチッチドロンコ
  - スピンドロンコ
- その他
  - パックンプー
  - ゲホッツ
  - ポンコ
- ガチンコ
  - ガチデカ（オス、ガチンコの突然変異型）

## 主題歌
「Rainbow Smile」
歌：Carole Blackschleger
作詞：Wonder Fruit、作曲：桐岡麻季、編曲：桐岡麻季、田辺裕詞